# Aloeides dryas
Aloeides dryas är en fjärilsart som beskrevs av Tite och Dickson 1968. Aloeides dryas ingår i släktet Aloeides och familjen juvelvingar. Inga underarter finns listade i Catalogue of Life.